# Fortezza di San Michele
La fortezza di San Michele è un castello del XIII secolo, sull'isola di Ugliano.
La fortezza è situata su un colle all'altezza di 265 m e sovrasta Pogliana (frazione di Oltre). Fu costruito dalla Repubblica di Venezia nel XIII secolo sui resti di un antico monastero di fondazione benedettina ed in seguito passato ai domenicani.
Attualmente la fortezza è in stato di semi-abbandono, ciononostante è un'importante località turistica ed un frequentato punto panoramico da cui si può ammirare una buona parte della costa dalmata, le isole circostanti, la città di Zara e il Parco nazionale delle isole Incoronate.